# Pseudaclytia rufogularis
Pseudaclytia rufogularis är en fjärilsart som beskrevs av Heinrich Benno Möschler 1972. Pseudaclytia rufogularis ingår i släktet Pseudaclytia och familjen björnspinnare. Inga underarter finns listade i Catalogue of Life.